# Kerns
Kerns es una comuna suiza del cantón de Obwalden situada al sureste del cantón, en la frontera oriental con los cantones de Berna y Nidwalden. Limita al norte con la comuna de Ennetmoos (NW), al este con Dallenwil (NW) y Wolfenschiessen (NW), al sur con Hasliberg (BE) e Innertkirchen (BE), y al oeste con Lungern, Sachseln, Sarnen y Alpnach.

## Generalidades
Forman parte del territorio comunal las localidades (pueblos) de Frutt, Halten, Melchsee-Frutt, Melchtal, Sand, Sankt Niklausen, Siebeneich, Stöckalp, Tannen y Wisserlen.
Tiene una población de 5300 personas, de las cuales 300 son de nacionalidad extranjera (2000). Hay 380 negocios locales que emplean a 1300 personas. El 28% de éstos están en el sector agrícola, el 32% en comercio e industria, y el 40% en servicios.

## Ciudades hermanadas
- Kamnik.